# József Szabó
József Szabó (Budapeste, 10 de março de 1969) é um nadador húngaro, campeão olímpico em 1988 na prova dos 200 metros peito.